# Hafelekarspitze
La Hafelekarspitze est une montagne qui s’élève à 2 334 m d’altitude dans les Karwendel, en Autriche.